# Скородумов, Пётр Николаевич
Пётр Николаевич Скородумов (24 марта 1894, Москва — 21 января 1956, Москва) — советский военный инженер-строитель, генерал-майор инженерно-технической службы, профессор, доктор технических наук. Директор Московского архитектурного института.

## Биография
Пётр Николаевич Скородумов родился 24 марта 1894 года в Москве. В 1916 году был призван в армию. Принимал участие в Первой мировой войне, получил чин прапорщика. В 1917 году принимал участие в подавлении Корниловского выступления и в Октябрьском вооружённом восстании.
В РККА с апреля 1918 по 1922 год и с 1 июля 1932 года.
Принимал участие в Гражданской войне на Южном фронте.
В 1919 году окончил ускоренные курсы Военно-инженерной академии Красной армии. Занимался строительством укрепрайонов в Криворожье, Пятихатке.
В 1922 году окончил Иваново-Вознесенский политехнический институт, получив диплом инженера-строителя.
Автор проектов жилых, промышленных и военных объектов. Занимался сооружением укреплённых районов и механизацией строительства. Принимал участие в строительстве театров, типографий, Московского планетария, мостов, дома Госбанка, канала Москва-Волга, первой очереди Московского метрополитена, занимался передвижкой зданий. В 1931—1932 годах участвовал в подготовке к сносу и сносе Храма Христа Спасителя. Руководил разработкой технологии возведения сборного панельного дома.
С 1922 года преподавал в Ленинградском лесотехническом институте, затем на строительном факультете МВТУ. С 1926 года Вхутемасе-Вхутеине, затем в Архитектурно-строительном институте, позднее преобразованным в Московский архитектурный институт. Профессор с 1931 года, заведовал кафедрой. Доктор технических наук с 1942 года.
С июля 1932 по февраль 1937 года и с апреля 1939 по февраль 1941 года — начальник кафедры организации работ Военно-инженерной академии Красной армии имени В. В. Куйбышева.
Член ВКП(б) с 1939 года.
В начальный период Великой Отечественной войны, с 18 июля по 16 октября 1941 года, занимал должность директора МАРХИ. Чтобы материально поощрить студентов, участвующих в оборонительных работах, ввёл своим приказом маскировочный батальон в штат архитектурно-планировочной мастерской. В начале октября 1941 года П. Н. Скородумов неожиданно «исчез», и должность директора МАХИ занял старшекурсник А. С. Алтухов. По воспоминаниям архитектора В. И. Блюменталя, «на Рождественке в эти дни шли, кроме занятий, беспрерывные митинги, где обсуждались вопросы эвакуации и о „трусе и паникёре“ Скородумове, исчезнувшем в неизвестном направлении, что в те панические октябрьские дни проделывали многие». В итоге выяснилось, что П. Н. Скородумов был отозван с работы приказом правительства и назначен комендантом секретного эвакуационного поезда, увозившего сотрудников МАРХИ из Москвы. С 1 мая по 3 ноября 1942 года он вновь возглавлял МАРХИ. В годы войны проектировал военно-морские базы и береговые батареи ВМФ.
с 1 марта 1944 года — начальник кафедры военно-строительного производства Военно-инженерной академии Красной Армии имени В. В. Куйбышева.
Автор более 20 трудов по механизации строительства и технологии строительного производства. Член Союза архитекторов СССР с 1943 года. Член Моссовета, член Губернского бюро НТС, заместитель председателя бюро секции строительства и архитектуры Всесоюзного общества по распространению политических и научных знаний.
Умер 21 января 1956 года. Похоронен на Даниловском кладбище Москвы.

## Награды
- Орден Ленина (1953)[10]
- Два ордена Красной Звезды (1944)[10][3]
- Орден Красного Знамени (1947)[10][3]
- Орден Трудового Красного Знамени (1944)[3]
- Орден Отечественной войны I степени (1945)[10]
- Медаль «За оборону Москвы» (1944)[10][11]
- Медаль «За взятие Берлина» (1945)[10]
- Медаль «За победу над Германией в Великой Отечественной войне 1941—1945 гг.» (1945)[10]
- Медаль «30 лет Советской Армии и Флота»;
- Медаль «В память 800-летия Москвы».